# 王继祖 (清朝官员)
王继祖（？—？），汉军正红旗人，清朝地方官员。举人出身。

## 生平
乾隆九年（1744年），王继祖任娄县知县。乾隆十一年（1746年），接替郭冈任华亭县知县一职，1746年由李宏儒接任。